# 水产路
水产路是中華人民共和國上海市宝山区一條東西走向道路，道路东起淞青路，西至蕰川公路。长度在2135米以上，宽6.1米至20.0米，车行道宽6米至10.5米。清朝光绪二十四年（1898年）修筑东段，當時起名為常熟路。中華民国3年（1914年）江苏省立水产学校在此建校后更名為水產路。中華民国37年（1948年）延伸至同济路。道路沿途有濟光職業技術學院。